# Santuario de San Pedro del Bosque
El santuario de San Pedro del Bosque (en catalán: Santuari de Sant Pere del Bosc) es una prominente edificación de Lloret de Mar, Cataluña (España), que forma parte del Inventario del Patrimonio Arquitectónico de Cataluña. Originalmente un antiguo monasterio benedictino del siglo X, fue restaurado por Josep Puig i Cadafalch por encargo de Nicolau Font i Maig en el siglo XIX y hoy aloja un hotel y un restaurante de lujo. La finca se encuentra en medio de una zona boscosa de Serra de Marina.

## Descripción
Se trata de una construcción neogótica de grandes dimensiones, aislada, de tres plantas y terraza, formada por una capilla, los aposentos, un asilo y diversas dependencias en torno a una plaza con un monumento al dueño y reformador del sitio a finales del siglo XIX, Nicolau Font. Font, quien por aquel entonces vivía en Cuba, se hizo con el antiguo monasterio benedictino a finales de 1855, estando este incluido en la desamortización de Madoz y puesto a subasta, y después de que los loretenses, quienes habían llevado a cabo una recolecta popular para adquirirlo, no lograran juntar el importe requerido. Estando Font en Cuba, su tío y alcalde de Lloret de Mar, Agustín Font, le representó en la compra de la propiedad.
Cuando Nicolau Font volvió a España, decidió reconvertir el monasterio en un hospital y ampliarlo, contratando para la proyección y ejecución de sus ambiciosos planes de reforma al arquitecto Puig i Cadafalch.
La construcción, de estilo neogótico, cuenta con aberturas ojivales y un campanario de cuerpo estilizado. Su estructura es de tres espacios adosados, o naves, siendo la céntrica más alta que las laterales. A ambos lados de la iglesia se extiende una construcción porticada de dos plantas y un desván que fue la residencia particular de Font.
La iglesia tiene un portal de grandes dimensiones datado de 1759, con un gran dintel formado por tres bloques de piedra. La fachada cuenta con una abertura de ojo de buey y decoración de lesenas escalonadas y angulares. El campanario es de planta cuadrada, decorado también de lesenas y de arcos apuntados. El tejado es de teja vidriada y pintada, culminando en un largo pináculo de base octogonal y una cruz.

## Galería

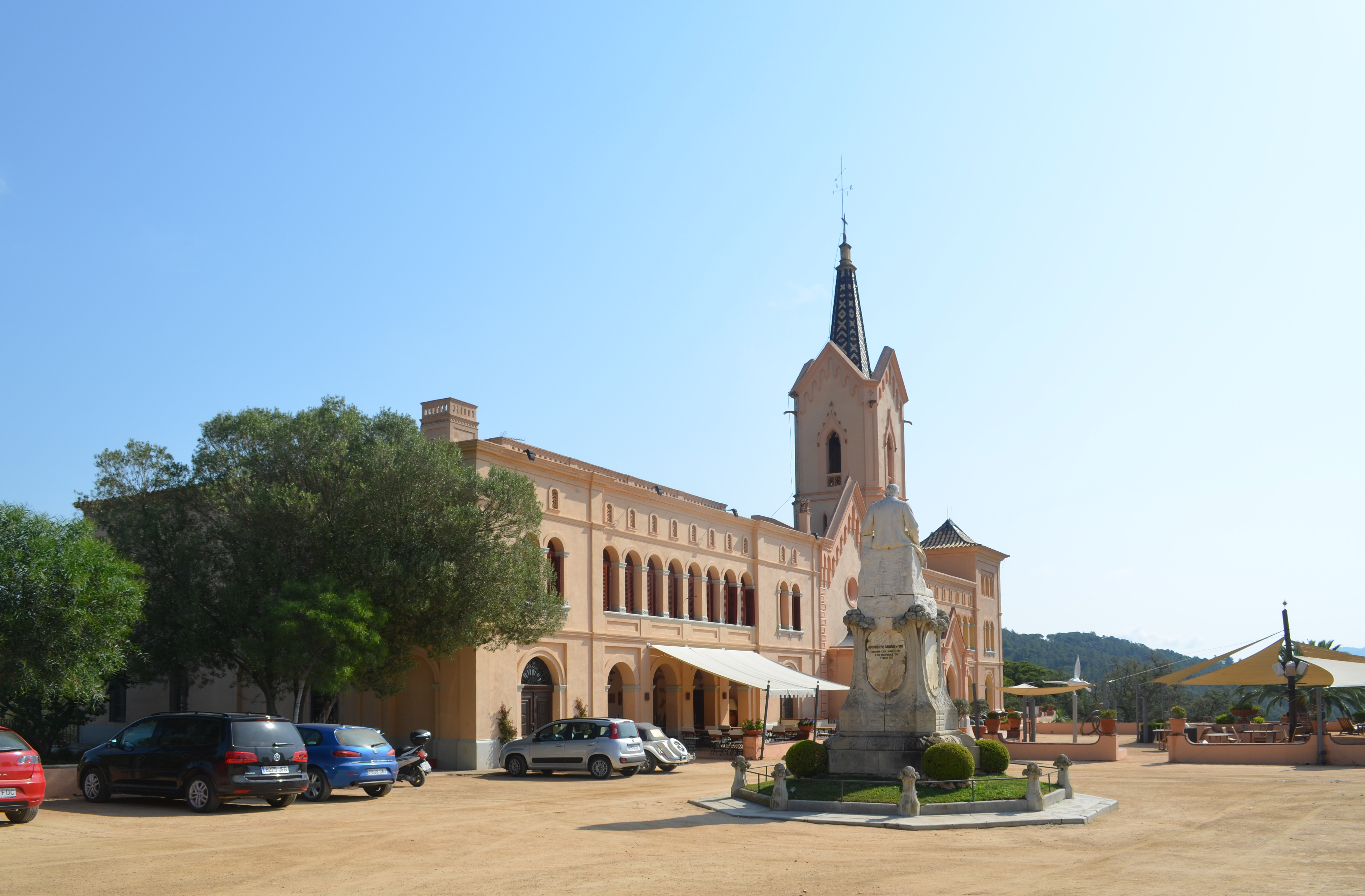
El monumento a Nicolau Font en el patio del santuario
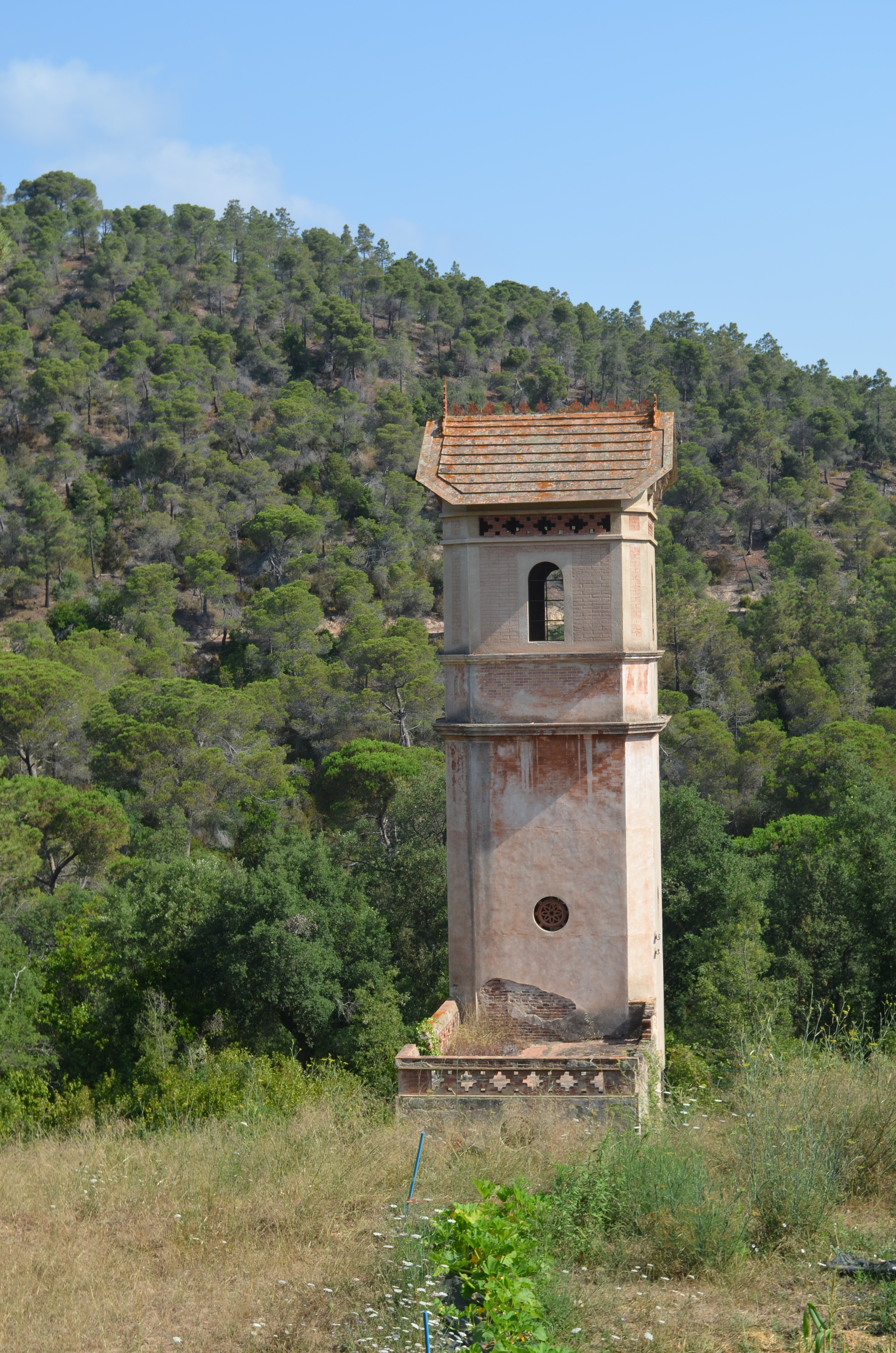
La antigua torre de vigilancia
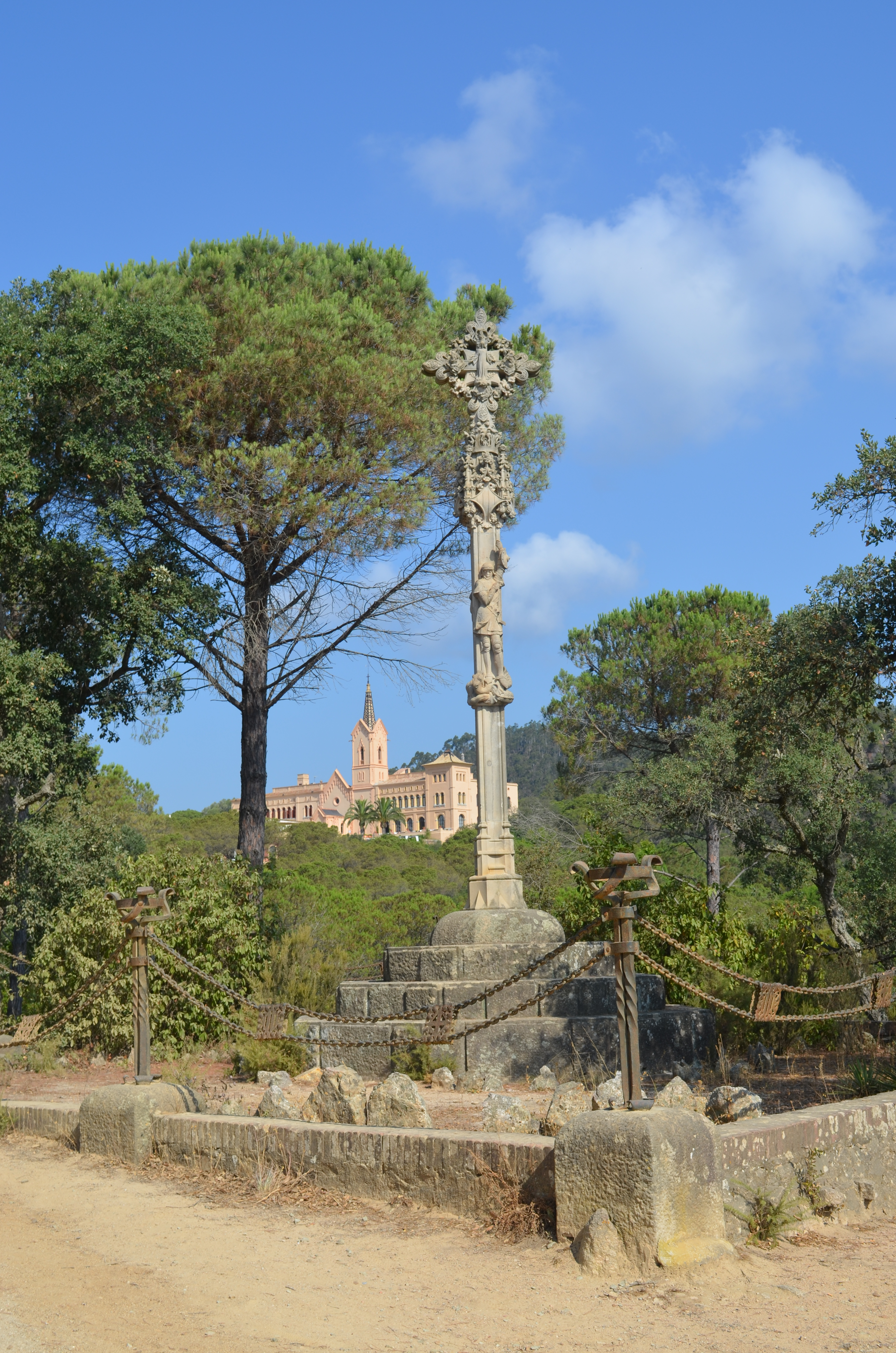
La cruz de entrada a la villa
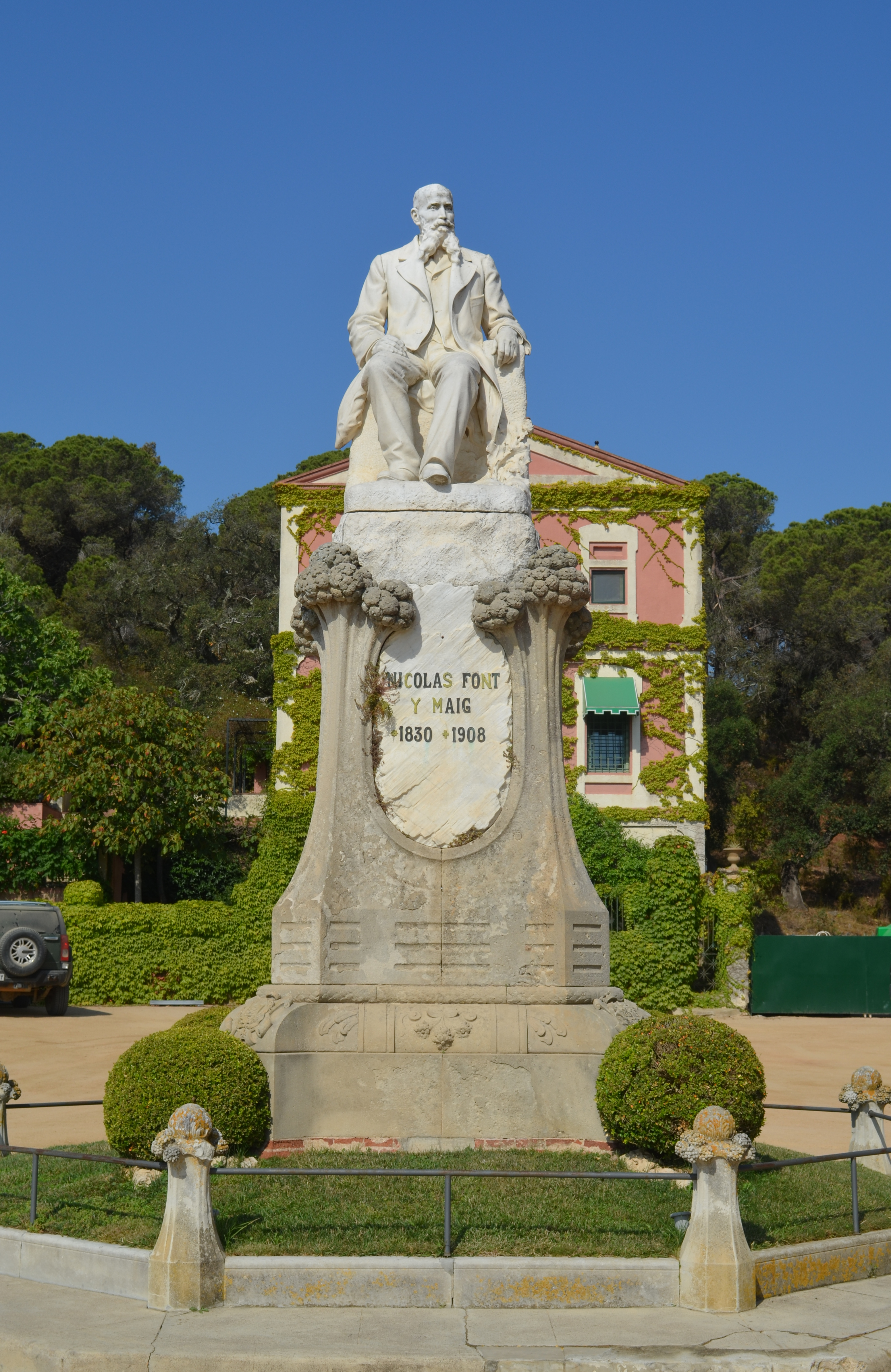
La estatua de Nicolau Font
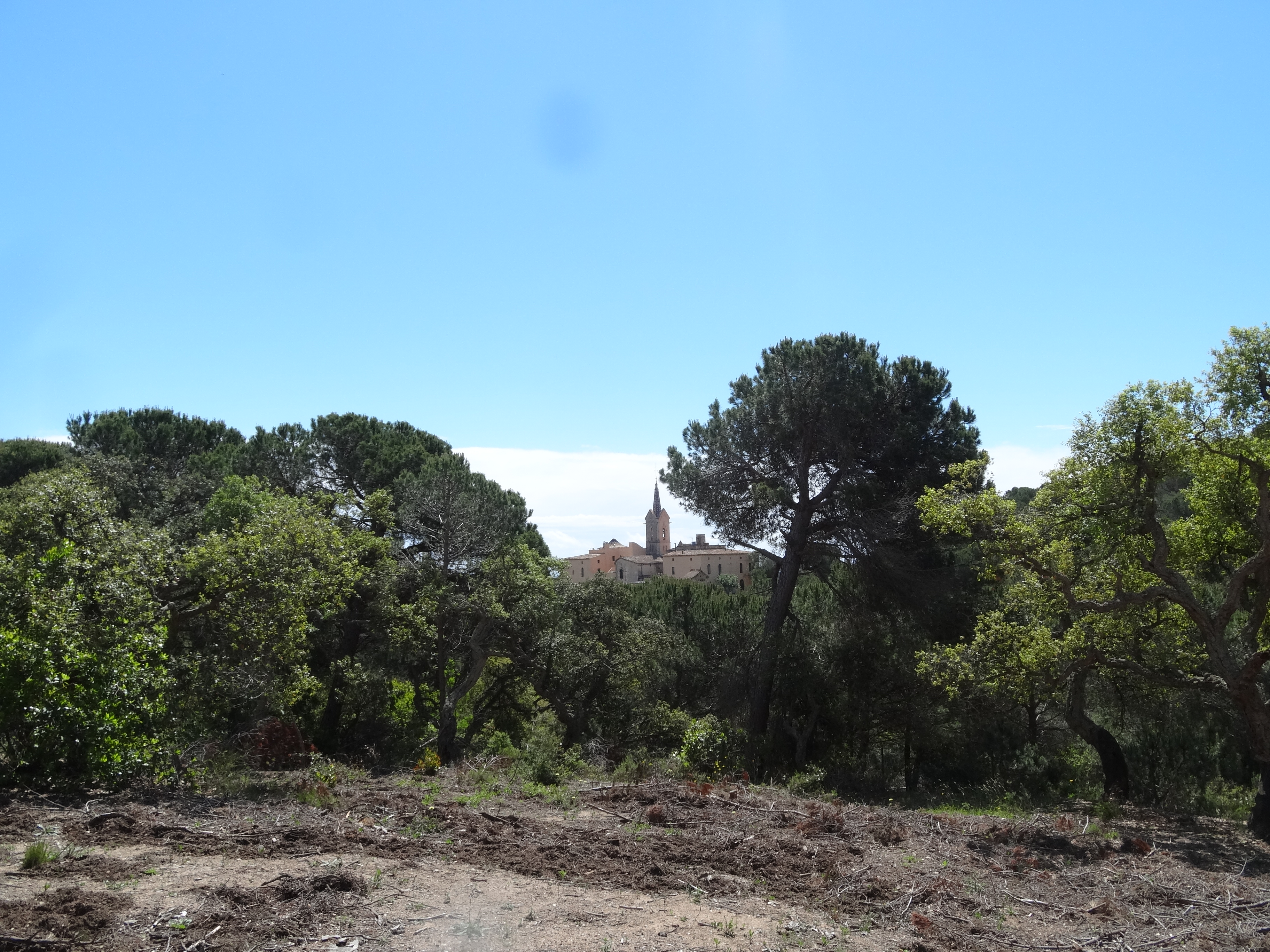
Vista del santuario desde el sur